# Gordox
Willian Moreira Lemos Rodrigues, conhecido como gORDOx ou williangORDOx (Osasco, 8 de agosto de 1986) é um apresentador de televisão, streamer e narrador de games brasileiro. gORDOx se destaca pela capacidade de narração de diferentes jogos e gêneros, como Counter-Strike, League Of Legends e Crossfire.

## Carreira
Willian começou sua carreira como narrador de esportes eletrônicos em 2009, no game Counter-Strike 1.6, febre nas LAN houses brasileiras. Após uma dor de barriga do narrador oficial de uma partida, gORDOx se viu obrigado a substituí-lo durante a transmissão. Devido sua fala rápida e descontraída, o público pediu nos comentários para que gORDOx continuasse à frente mesmo após o retorno do primeiro narrador. Considerado um dos momentos mais marcantes dos esportes eletrônicos no Brasil, gORDOx foi um dos narradores responsáveis pelo surgimento do meme "double hang loose de pé". Na ocasião, o jogador de Crossfire Adílio "A3" Martins, ao comemorar a vitória do seu time AnonyMOUZ na final da Brasil Gaming League 2013, ficou de pé e fez o hang loose com ambas as mãos. A narração descontraída do fato fez com que o vídeo viralizasse pela internet.

## Trabalhos
Em 2012, foi contratado pela Agência x5 conhecida como ARENA X5 começou a narrar jogos como Crossfire, Combat Arms, Point Blank e League of Legends, com o Gustavo conhecido como "Melão".
Em 2016, entrou para a ESL e começou a narrar League of Legends e Counter-Strike: Global Offensive na Brasil Premier League, com transmissão pela ESPN Brasil.
Em agosto de 2017, foi contratado pela SporTV para assumir o controle de um novo projeto chamado E-Sportv, no qual apresenta as novidades do mundo dos esportes eletrônicos em geral. Willian é um dos narradores oficiais de games pelo canal. Na internet, tem seu canal de gameplays no YouTube e faz streams de games pela Twitch.[carece de fontes?]
Em 2018, apresentou e narrou o evento de retorno da tag brasileira MIBR (Made In Brazil), conhecida pelo seu histórico de grandes vitórias no cenário competitivo de Counter-Strike 1.6.
Willian também é patrocinado pela empresa Razer fazendo propagandas dos periféricos e lançamentos anuais há 13 anos.[carece de fontes?]
Participou do evento BLAST Pro Series São Paulo de CS:GO  em 2019, sendo a voz da trasmissão brasileira juntamente com Bernardo “BiDa” e Eefje “Sjokz” Depoortere apresentadora.[carece de fontes?]
Em 2021, gORDOx foi convidado a narrar um torneio organizado pela Heineken Torneio de F1 virtual com pilotos, gamers e consumidores ao lado de Victor Ludgero, na Twitch da BBL. Iniciou seu podcast, Groselha Talk, no YouTube ao lado de seu parceiro Muca Muriçoca.

## Filmografia
gORDOx teve parte de seu passado como pichador retratado no documentário do diretor João Wainer, em 2009. Em 2017, atuou pela primeira vez, integrando o elenco de Internet: O Filme.

### No Cinema
| Ano  | Título            | Personagem   |
| ---- | ----------------- | ------------ |
| 2017 | Internet: O Filme | Astigmatismo |

### Na Televisão
| Ano         | Título                | Nota(s)      | Emissora    |
| ----------- | --------------------- | ------------ | ----------- |
| 2016 - 2017 | Brasil Premier League | Narrador     | ESPN Brasil |
| 2017 - 2020 | Buffados e Nerfados   | Apresentador | SporTV      |

## Prêmios e indicações
| Ano  | Prêmio                          | Categoria | Indicação | Resultado | Ref.  |
| ---- | ------------------------------- | --------- | --------- | --------- | ----- |
| 2017 | CBLOL                           | Games     | REDCANIDS | Campeão   |       |
| 2017 | Prêmio Influenciadores Digitais | Games     | gORDOx    | Venceu    | [ 9 ] |
| 2018 | Prêmio Influenciadores Digitais | Games     | gORDOx    | Indicado  |       |